# Гусь-белошей
Гусь-белошей, или белошей (лат. Anser canagicus) — вид птиц из семейства утиных. Подвидов не выделяют.

## Общая характеристика
Гусь-белошей — птица средней величины с короткой толстой шеей. Масса взрослых самцов варьирует от 2,8 до 3,1 кг, а самки в среднем весят около 2 кг. Самец и самка окрашены одинаково. Оперение спины и крыльев голубовато-серое с поперечными полосами чёрного цвета. Голова и задняя часть шеи белые. Горло и передняя сторона шеи бурые. Брюхо тёмно-серое, бока пепельно-серые с чёрными полосами. Ноги красноватые или оранжевые, клюв розовый.

## Распространение
Ареал гуся-белошея очень мал. Этот гусь гнездится на западном и восточном побережьях Берингова моря и на крайнем северо-востоке Азии. В России эта птица встречается от Анадыря до Берингова пролива и на запад до Колымы. Гнездится белошей также и в Северной Америке на побережье Аляски. Небольшое число птиц проводит зиму у Командорских и Курильских островов. На линьке особенно многочислен в южной части острова Святого Лаврентия.

## Образ жизни
В период линьки и заботы о птенцах встречается на морских побережьях с лагунами в сырой низкотравной тундре и в тундре с множеством солоноватых озёр. Гнездится в тундре с пресными водоёмами в местах произрастания пушицы. Реже гнездятся в долинах горных рек. Гусь-белошей молчаливая птица, редко подающая голос. Голос — громкий двухсложный крик, не похожий на гогот других гусей. В полёте часто взмахивает крыльями.

### Питание
Гусь-белошей питается травами тундры, в основном пушицей и осоками.

### Размножение
Гнёзда строит по берегам солоноватых и пресных водоёмов, очень близко от воды. В кладке от 2 до 6 яиц. Срок насиживания составляет 23—25 суток. Через 43—45 дней птенцы встают на крыло.

## Причины сокращения численности гуся-белошея
Среди факторов, влияющих на снижение численности этих гусей — нефтяное загрязнение, гибель яиц и птенцов от песцов и чаек, а также высокая эмбриональная и постэмбриональная смертность молоди в отдельные годы от неблагоприятных погодных условий как следствие существования вида на границе ареала. От браконьеров этот гусь страдает мало, так как не имеет охотничьей ценности из-за невкусного мяса.

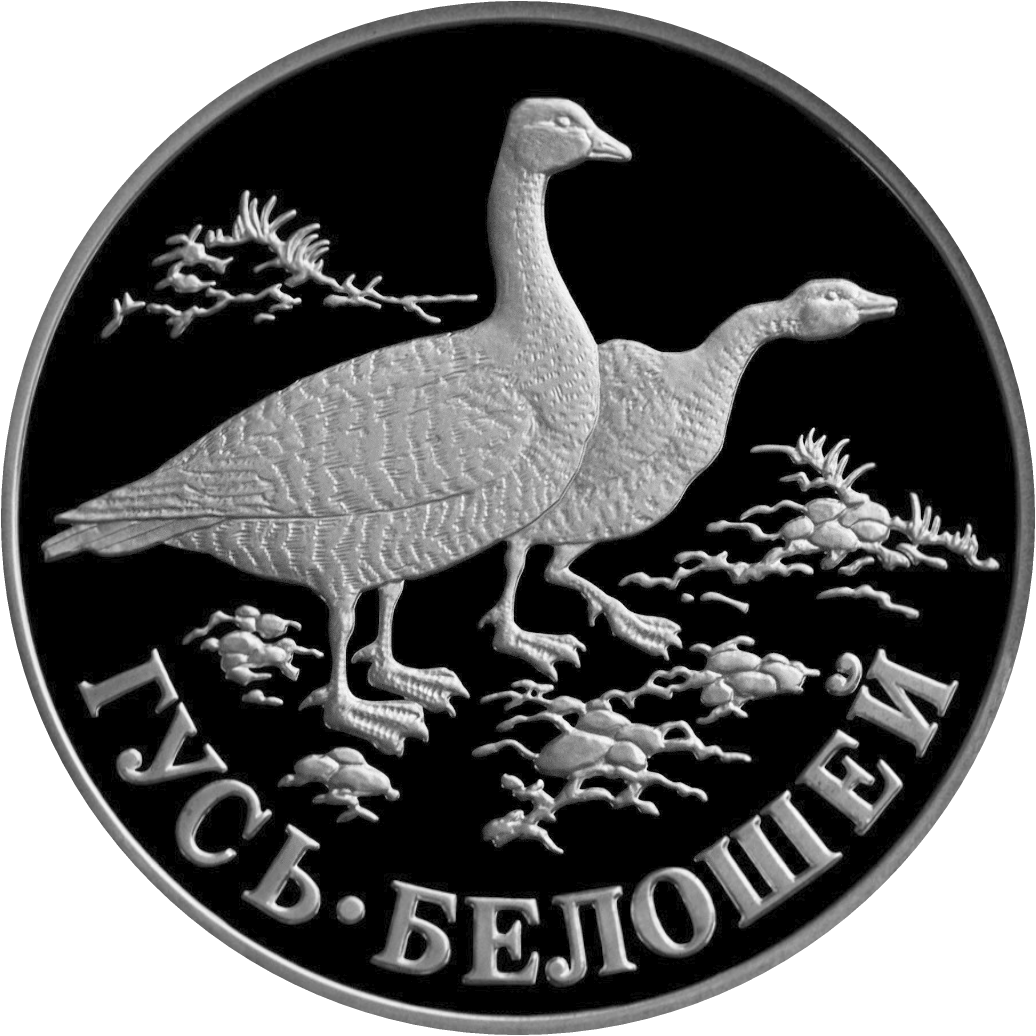
Гусь-белошей. Монета Банка России — Серия: «Красная книга», серебро, 1 рубль, 1998 год
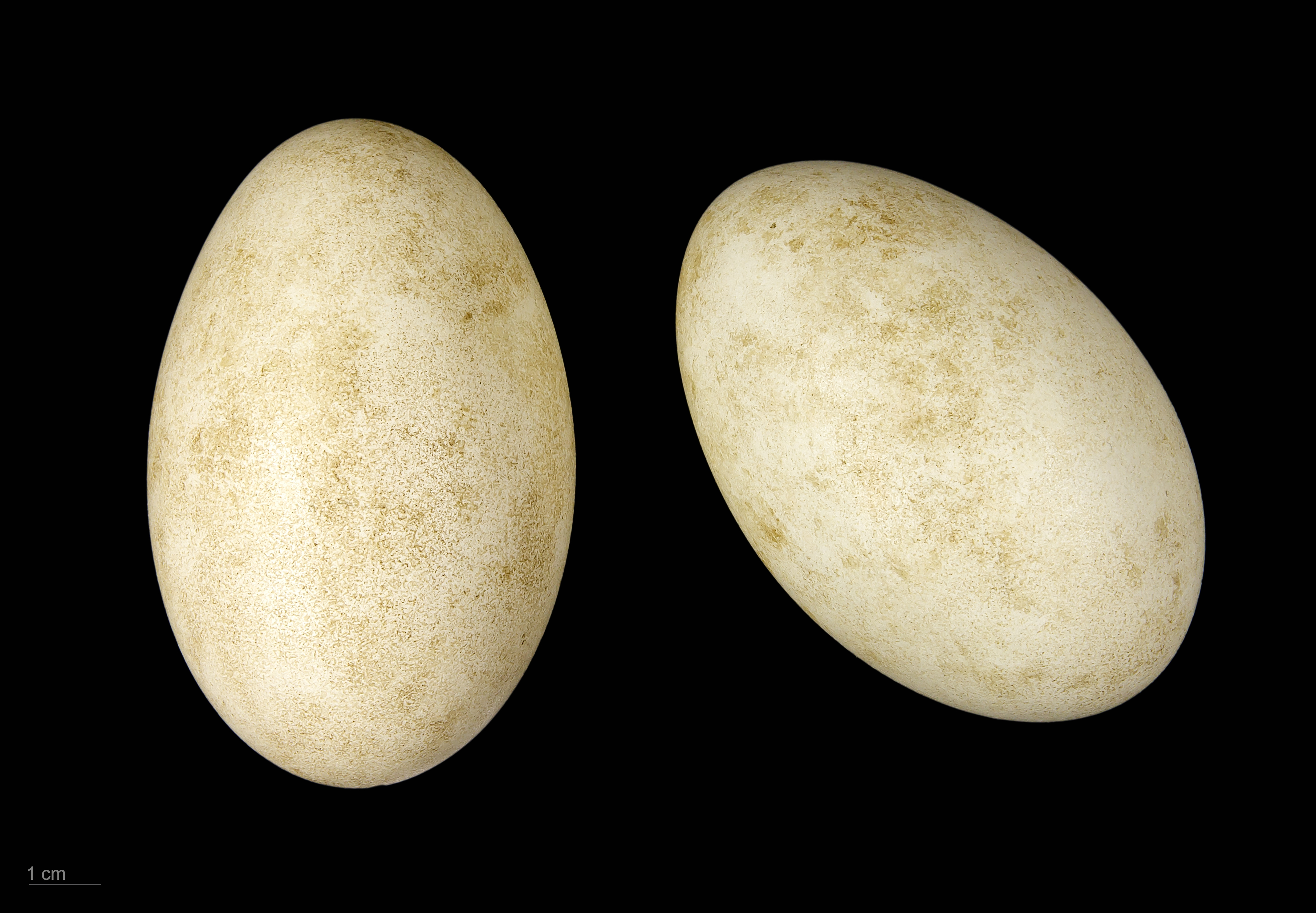
яйцо Anser canagicus - Тулузский музей